# Янув-Міколаювка
Янув-Міколаювка (пол. Janów-Mikołajówka) — село в Польщі, у гміні Чоснув Новодворського повіту Мазовецького воєводства.
Населення — 121 особа (2011).
У 1975-1998 роках село належало до Варшавського воєводства.

## Демографія
Демографічна структура станом на 31 березня 2011 року:
|          | Загалом | Допрацездатний вік | Працездатний вік | Постпрацездатний вік |
| -------- | ------- | ------------------ | ---------------- | -------------------- |
| Чоловіки | 62      | 20                 | 37               | 5                    |
| Жінки    | 59      | 10                 | 40               | 9                    |
| Разом    | 121     | 30                 | 77               | 14                   |